# Masters de Hamburgo 2008

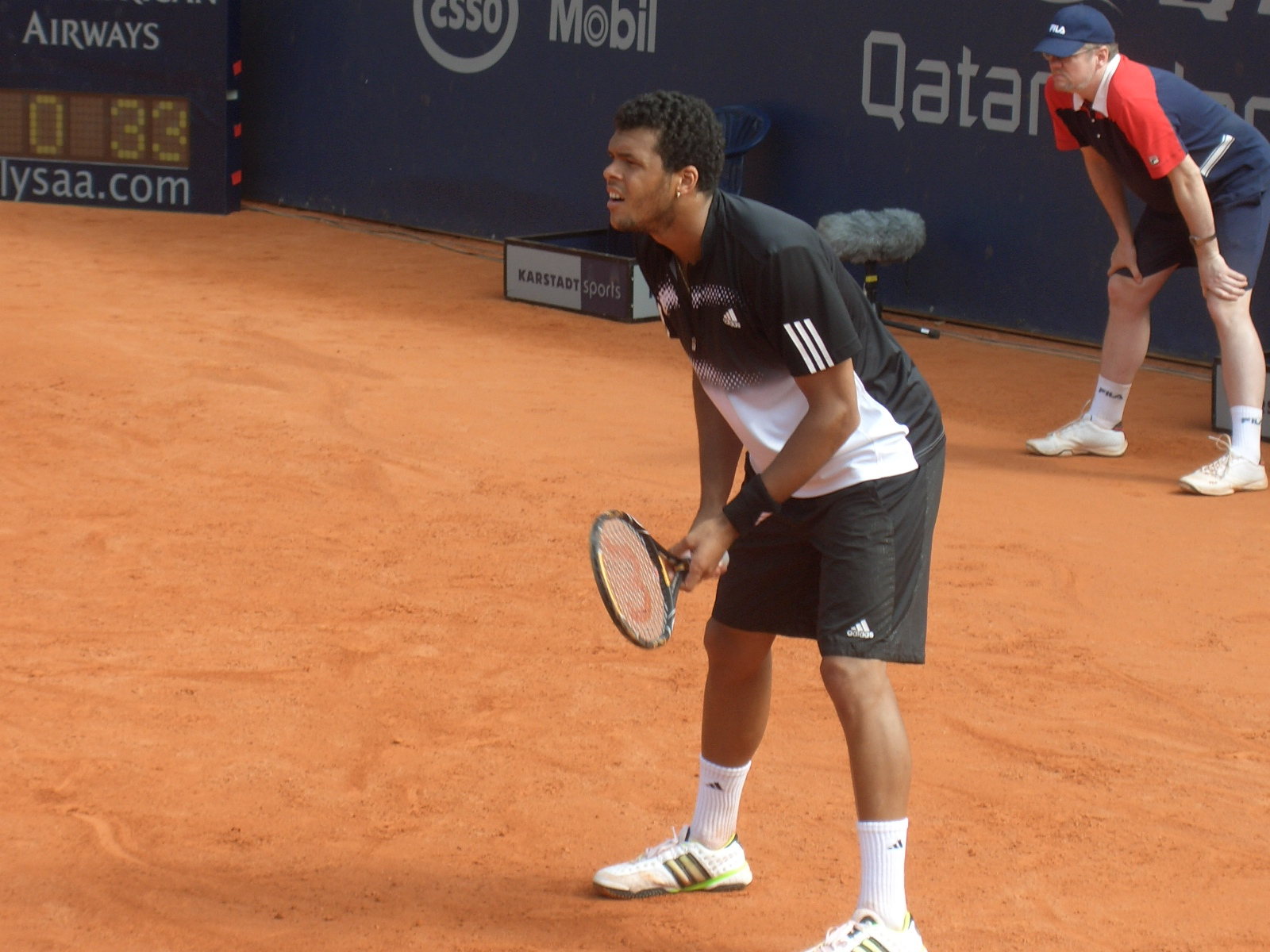

El Masters de Hamburgo de 2008 fue el tercer y último campeonato Masters Series sobre tierra batida. Tuvo lugar en el Rothenbaum Tennis Center en Hamburgo, Alemania, desde el 10 de mayo hasta el 18 de mayo de 2008.
Los cabezas de serie en la categoría de individuales fueron el n.º 1 del ranking ATP y anterior campeón, Roger Federer, el campeón de Montecarlo TMS y finalista en Hamburgo TMS Rafael Nadal, y el ganador del Abierto de Australia 2008 y de Roma TMS Novak Djokovic. Otros cabezas de serie que compitieron fueron el ganador del Miami TMS Nikolay Davydenko, el ganador del Torneo de Valencia David Ferrer, James Blake, Richard Gasquet y Tomáš Berdych.

## Campeones

### Individuales
Rafael Nadal vence a  Roger Federer, 7–5, 6–7(3), 6–3
- Fue el tercer título de Nadal este año y el 26º de su carrera. Con esta victoria consigue entrar en la lista de 3 jugadores que han conseguido ganar los 3 ATP Masters Series sobre tierra batida - Montecarlo, Roma y Hamburgo - junto a Gustavo Kuerten y Marcelo Ríos

### Dobles
Daniel Nestor /  Nenad Zimonjić vencen a  Bob Bryan /  Mike Bryan, 6–4, 5–7, 10–8